# Links 2 3 4
«Links 2 3 4» — сингл гурту Rammstein, випущений 14 травня 2001 року.

## Значення
Пісня була відповіддю усім тим, хто називав гурт Rammstein нацистами.
«Ви би хотіли, аби моє серце билося з права, та воно б'ється зліва» — метафора, бо за часів 3го Рейху підіймали праву руку, а не ліву, тобто «б'ється з права».

## Відеокліп
У відеокліпі мурахи живуть та розважаються як люди. Вони танцюють на дискотеці під пісню Links 2 3 4, потім до їх мурашника наближаються жуки аби вдертися. До мурах, які розважалися прибігає мураха, аби повідомити про напад жуків, тоді всі мурахи вибігають й трьома колонами нападають на жуків й перемагають. Також мурахи вишиковуються у різні символи.

## Над синглом працювали
- Тілль Ліндеманн — вокал
- Ріхард Круспе — соло-гітара, бек-вокал
- Пауль Ландерс — ритм-гітара, бек-вокал
- Олівер Рідель — бас-гітара
- Крістоф Шнайдер — ударні
- Крістіан Лоренц — клавішні

## Чарти
| Чарт (2001)                         | Найвища позиція |
| ----------------------------------- | --------------- |
| Австрія (Ö3 Austria Top 75)         | 33              |
| Фінляндія (Suomen virallinen lista) | 15              |
| Німеччина (Media Control AG)        | 26              |
| Нідерланди (Mega Single Top 100)    | 60              |
| Швейцарія (Media Control AG)        | 65              |